# Giuliano Pasini
Giuliano Pasini (Vignola, 16 maggio 1974) è uno scrittore italiano.

## Biografia
È nato il 16 maggio 1974 a Vignola, è cresciuto a Zocca, sull'Appennino modenese. Dopo gli studi classici, e un'esperienza di studio all'Université Blaise Pascal di Clermont-Ferrand si è laureato in giurisprudenza all'Università degli studi di Modena e Reggio Emilia con una tesi sulla tutela dell'ambiente come diritto dell'uomo. È socio di Community (parte di Excellera), una delle più importanti agenzie di comunicazione italiane.

## La sua opera
Il suo trampolino di lancio verso il mondo dell'editoria è il concorso on-line “Io scrittore” organizzato da GeMS, Gruppo Editoriale Mauri Spagnol a cui partecipa con il suo primo romanzo “La giustizia dei martiri", poi pubblicato a gennaio 2012 con il nuovo titolo “Venti corpi nella neve” da Fanucci Editore. La casa editrice Piper-Verlag ha acquisito i diritti di "Venti corpi nella neve" uscito in Germania, Austria e Svizzera a ottobre 2013 con il titolo di "Die Toten im Schnee".
A settembre 2012, un racconto intitolato "La storia di Primo e di Terzo" è stato inserito nella raccolta “Alzando la terra al sole”, pubblicata da Mondadori.
Nel 2013 è uscito, sempre per l'editore Mondadori, "Io sono lo straniero", seconda avventura di Roberto Serra che si è trasferito dalle colline emiliane a quelle venete in cui si produce il prosecco.
Dal 2013 è presidente della giuria tecnica del Premio Letterario Massarosa.
Nel 2015 è uscito "Il fiume ti porta via" (Mondadori, collana Strade Blu), terzo romanzo con protagonista Roberto Serra e ispirato alle opere di Giovannino Guareschi e Mario Tobino.
Dal 2016 scrive racconti sul tema "I secondi prima" per AlleyOop24, il multiblog de Il sole 24 ore.
Nel 2023 è uscito "È così che si muore" per Piemme. Nel 2024, sempre per Piemme, è stata pubblicato “L’estate dei morti”, la quinta storia della serie con protagonista Roberto Serra, la seconda in cui compare la co-protagonista Rubina Tonelli.

## Romanzi e racconti pubblicati
- La giustizia dei martiri, Ioscrittore, 2011 (romanzo - disponibile solo in ebook)[10]
- Venti corpi nella neve, Fanucci TimeCrime, Roma 2012 (romanzo)
- Die Toten im Schnee, Piper-Verlag, Monaco di Baviera 2013 (romanzo)[11]
- La storia di Primo e di Terzo in "Alzando la terra al sole", Mondadori, Milano 2012 (racconto)[12]
- Io sono lo straniero, Mondadori, Milano 2013 (romanzo)[13]
- Il fiume ti porta via, Mondadori, Milano 2015 (romanzo)
- È così che si muore, Piemme, Milano 2023 (romanzo)
- L' estate dei morti, Piemme, Milano 2024 (romanzo), ISBN 9788856694598

## Premi e riconoscimenti
- Torneo letterario Ioscrittore, 2011 (finalista con "La giustizia dei martiri")
- Premio Letterario Massarosa 2012 (vincitore con "Venti corpi nella neve")[14]
- Premio La Provincia in giallo 2013 (vincitore con "Io sono lo straniero")[15]
- Premio Lomellina in giallo 2013 (vincitore con "Io sono lo straniero")[16]
- Premio I sapori del giallo - Gusti tra le righe 2013 (vincitore con "Io sono lo straniero")[17]
- Premio Mariano Romiti 2014 (vincitore con "Io sono lo straniero")[18]
- Premio NebbiaGialla 2016 (vincitore con "Il fiume ti porta via")[19]
- Premio Giallo e Nero di Puglia 2024 (vincitore con "E' così che si muore")
- Premio Giorgione 2025 (menzione d'onore con "L'estate dei morti")[20]